# Juan Varea
Juan Manuel Varea (Buenos Aires, 23 marzo 1986) è un ex calciatore argentino, di ruolo attaccante.

## Carriera

### Club
Il 30 gennaio 2016 viene acquistato a titolo definitivo dalla squadra albanese del Bylis Ballsh.